# フロウ (ドキュメンタリー映画)
『フロウ』（Flow: For Love of Water）は、世界の清水が企業によって買収され、汚染された環境がつくられていることについて論じるドキュメンタリー映画。